# Веслец (рид)
Веслец е планина в Северозападна България, Западния Предбалкан, област Враца.
Планинския рид Веслец се издига във вътрешната структурна ивица на Западния Предбалкан и е разположен северно от Врачанска планина и долината на река Искър. На запад и югозапад се спуска стръмно към Врачанското поле, а на север – със стръмни варовикови откоси към горното поречие на река Скът. На североизток чрез ниска седловина при село Цаконица се свързва с дъгообразния рид Венеца, а на изток постепенно преминава в Каменополското плато. Южните склонове са полегати и плавно преминават в Мездренската хълмиста област. Най-източните му части завършват с връх Ненов камък (532,5 м) южно от село Долна Бешовица над долината на река Искър.
Дължината на рида от запад на изток е около 25 км, а ширината му варира от 2 до 5 км. Максимална височина е връх Маняшки връх (780,9 м), разположен в западната, най-висока част на рида, на около 3 км северно от село Костелево. Северните части на Веслец се отводняват от река Скът, която извира от западната му част и нейните десни притоци, а южните и източните част – от левите притоци на река Искър. От най-западните му части се спускат къси реки и дерета, принадлежащи към басейна на Въртешница, от басейна на Огоста.
Рида Веслец представлява моноклинала, остатък от южното бедро на Мраморенската антиклинала. Изграден е от долнокредни варовици и билото му постепенно се понижава от запад на изток. Билните части са обрасли с гори от липа, горун и габър. Южните, полегати склонове са заети от пасища с ксерофитни тревни видове. Западната част на рида е заета от голямо вилно селище, което представлява рекреационна зона на град Враца и където се отглеждат масово лозови насаждения.
По северните склонове на рида са разположени селата Веслец, Горно Пещене, Тишевица, Цаконица, Горна Бешовица и Долна Бешовица, а по южните склонове – селата Кален, Горна Кремена, Върбешница, Крапец (Област Враца) и Костелево.
Средната част на рида, между селата Горна Кремена и Горна Бешовица, на протежение от 9,4 км се пресича от третокласен път № 103 от Държавната пътна мрежа Мездра – Роман – Брестница.

## Топографска карта
- Лист от карта K-34-36. Мащаб: 1 : 100 000.